# 1930 год в телевидении
Список 1930 год в телевидении описывает события в мире телевидения, произошедшие в 1930 году.

## Основные события
- 22 мая — аудитория в Театре Проктора (Proctor’s Theatre) в Нью-Йорке стала свидетелем первого сигнала замкнутого телевидения, проецируемый на большой экран.
- 14 июля — впервые в Великобритании стало вещать телевидение. Показывалась телеверсия драмы Луиджи Пиранделло «Человек с цветком во рту».
- 5 ноября — по телевидению впервые шла реклама парикмахерского салона.
- 7 декабря — в США была создана первая телевизионная компания «W1XAV».

## Родились
- 23 апреля - Глеб Скороходов - телеведущий («В поисках утраченного») (ум. в 2012 г.).
- 12 мая — Владимир Иванович Ухин — диктор Центрального телевидения, заслуженный артист РСФСР (1982) (ум в 2012 г.).
- 23 мая - Виталий Яковлевич Вульф - телеведущий («Мой серебряный шар») (ум. в 2011 г.).

## Избранные телесериалы
- Великобритания — «Человек с цветком во рту[англ.]»